# Вишаново
Вишаново (пол. Wyszanowo) — село в Польщі, у гміні М'єндзижеч Мендзижецького повіту Любуського воєводства.
Населення — 274 особи (2011).
У 1975-1998 роках село належало до Гожовського воєводства.

## Демографія
Демографічна структура станом на 31 березня 2011 року:
|          | Загалом | Допрацездатний вік | Працездатний вік | Постпрацездатний вік |
| -------- | ------- | ------------------ | ---------------- | -------------------- |
| Чоловіки | 138     | 21                 | 106              | 11                   |
| Жінки    | 136     | 27                 | 78               | 31                   |
| Разом    | 274     | 48                 | 184              | 42                   |